# Championnat du Venezuela de football 1975
Navigation
Saison 1974 Saison 1976
La saison 1975 du championnat du Venezuela de football est la dix-neuvième édition du championnat de première division professionnelle au Venezuela et la cinquante-cinquième saison du championnat national.
Le championnat est disputé en deux phases :
- lors de la première, les huit équipes s'affrontent quatre fois, deux à domicile et deux à l'extérieur. Les quatre premiers du classement à l'issue de cette phase se qualifie pour la Liguilla, la poule pour le titre.
- la deuxième phase est la Liguilla proprement dite, qui voit les quatre qualifiés s'affronter à nouveau deux fois, à domicile et à l'extérieur. Le club en tête à l'issue de cette phase est déclaré champion et se qualifie pour la Copa Libertadores 1976 en compagnie de son dauphin.

C'est le club de Portuguesa FC qui remporte la compétition, après avoir terminé en tête de la Liguilla, avec trois points d'avance sur Estudiantes de Mérida et le tenant du titre, Deportivo Galicia. C'est le deuxième titre de champion du Venezuela de l'histoire du club.
Avant le début du championnat, les clubs de Tiquire-Canarias et d'Anzoátegui FC se retirent de la compétition. Ils sont remplacés par le Deportivo San Cristóbal et l'Universitarios de Oriente.

## Les clubs participants
| - Deportivo Portugués - Deportivo San Cristóbal - Deportivo Italia - Portuguesa FC | - Deportivo Galicia - Universitarios de Oriente - Estudiantes de Mérida - Valencia FC |

## Compétition
Le barème utilisé pour établir les différents classements est le suivant :
- Victoire : 2 points
- Match nul : 1 point
- Défaite : 0 point

### Première phase
| Rang | Équipe                    | Pts | J  | G  | N  | P  | Bp | Bc | Diff |
| ---- | ------------------------- | --- | -- | -- | -- | -- | -- | -- | ---- |
| 1    | Deportivo GaliciaT        | 36  | 28 | 13 | 10 | 5  | 39 | 29 | +10  |
| 2    | Portuguesa FC             | 33  | 28 | 13 | 7  | 7  | 38 | 22 | +16  |
| 3    | Estudiantes de Mérida     | 33  | 28 | 13 | 7  | 8  | 39 | 24 | +15  |
| 4    | Deportivo Portugués       | 28  | 28 | 10 | 8  | 10 | 37 | 36 | +1   |
| 5    | Valencia FC               | 27  | 28 | 8  | 11 | 9  | 26 | 27 | -1   |
| 6    | Universitarios de Oriente | 25  | 28 | 8  | 9  | 10 | 26 | 38 | -12  |
| 7    | Deportivo Italia          | 23  | 28 | 5  | 13 | 10 | 35 | 41 | -6   |
| 8    | Deportivo San Cristóbal   | 17  | 28 | 6  | 5  | 17 | 23 | 46 | -23  |

|  | Qualification pour la Liguilla |
|  | T : Tenant du titre            |

### Liguilla
| Rang | Équipe                 | Pts | J | G | N | P | Bp | Bc | Diff |
| ---- | ---------------------- | --- | - | - | - | - | -- | -- | ---- |
| 1    | Portuguesa FC          | 9   | 6 | 4 | 1 | 1 | 13 | 4  | +9   |
| 2    | Deportivo GaliciaT     | 6   | 6 | 3 | 0 | 3 | 4  | 7  | -3   |
| 3    | Estudiantes de MéridaC | 6   | 6 | 2 | 2 | 2 | 6  | 4  | +2   |
| 4    | Deportivo Portugués    | 3   | 6 | 1 | 1 | 4 | 3  | 11 | -8   |

|  | Qualification pour la Copa Libertadores 1976               |
|  | T : Tenant du titre C : Vainqueur de la Coupe du Venezuela |

## Bilan de la saison
| Championnat du Venezuela de football 1975 |                          |
| Champion                                  | Portuguesa FC (2e titre) |
| Coupes et trophées                        |                          |
| Vainqueur de la Coupe du Venezuela 1975   | Estudiantes de Mérida    |
| Qualifications continentales              |                          |
| Copa Libertadores 1976                    | Portuguesa FC            |
| Copa Libertadores 1976                    | Deportivo Galicia        |
| Promotions et relégations                 |                          |
| Promus en Primera División                | Aucun                    |
| Relégués en Segunda A                     | Aucun                    |